# 墨爾本海洋生物水族館
墨爾本海洋生物水族館（Sea Life Melbourne Aquarium）是一座位於澳大利亞墨爾本亞拉河邊的水族館，由默林娛樂持有。
水族館里不僅包含鯊魚、海龜等海洋生物，也有國王企鵝和巴布亞企鵝等生物生活的真實冰雪世界。

## 歷史
墨爾本海洋生物水族館建造于1998年2月至1999年12月間， 由Peddle Thorp設計，造型模仿的是附在河上的船隻。2000年1月正式開幕。 該水族館深入街道水平線以下7（23英尺），其中心宣稱有是世界最大“圓形海洋水族館”，儲水量為2,200,000-公升（580,000-美制加侖）。
開幕之後不久的2000年4月11至27日間水族館爆發軍團桿菌感染，導致60人被感染、2人死亡。
2013年4月，英國公司默林娛樂宣佈將花費800萬美元重新裝修該水族館，同時也將會令水族館更名至默林娛樂旗下。翻新的水族館在同年9月開放。